# 紐約港
纽约港（英語：New York Harbor）是指地理上临近美國纽约市的哈德逊河河口周边所有河流、海湾及潮汐河口的总称。本词常用以表示“紐約和紐澤西港”。更狭义的范畴上，本词有时仅指代“上纽约湾”。
紐約港是北美洲最繁忙的港口之一，亦為世界天然深水港之一。1980年吞吐量達1.6億噸，多年來都在1億噸以上，每年平均有4000多艘船舶進出。由總噸數來看，該港是全美第三大港，也是東岸第一大港。由於紐約位居的大西洋東北岸為全美人口最密集、工商業最發達的區域，又鄰近全球最繁忙的大西洋航線，在位置上與歐洲接近；再加上港口條件優越，又以伊利運河連接五大湖區，使得紐約港成為美國最重要的產品集散地，也因此奠定了其成為全球重要航运交通樞紐及歐美交通中心的地位。在紐約的發展史上，紐約港處於最關鍵的地位。該港不僅為紐約市帶來大批的財富及物產，19世紀初及20世紀末時，來自世界各地的移民也透過紐約港進入紐約市，而這些移民及其後代日後都成為了紐約市發展的主力。
紐約港有兩條主要航道。一條是哈德遜河口外南面的安布羅斯航道，長16公里，寬610公尺，維護深度13.72公尺，由南方或東方進港的船舶經這條航道進入紐約灣駛往各個港區。另一條是長島海峽和東河，由北方進港的船舶經過這條航道。哈德遜河入海口的狹水道，水深30多米，東河水道大部分河段水深在18米以上，最深處近33公尺。港口不易淤積。紐約港腹地廣大，公路網、鐵路網、內河航道網和航空運輸網均四通八達。紐約地區的14條鐵路線，其中8條可通往美國各地以及加拿大和墨西哥等。

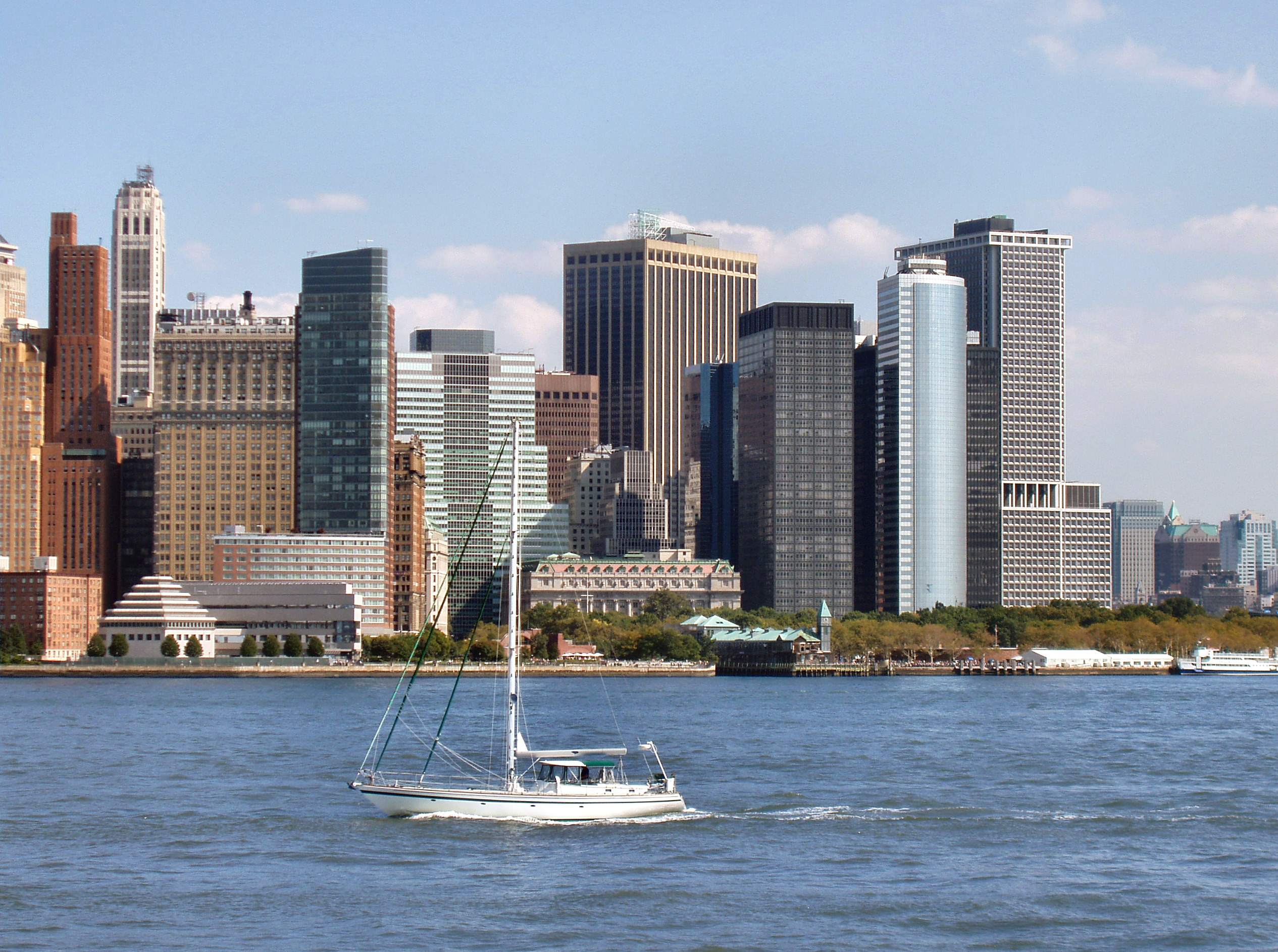
从新泽西沿岸自由公园拍摄纽约港及曼哈顿

## 地理

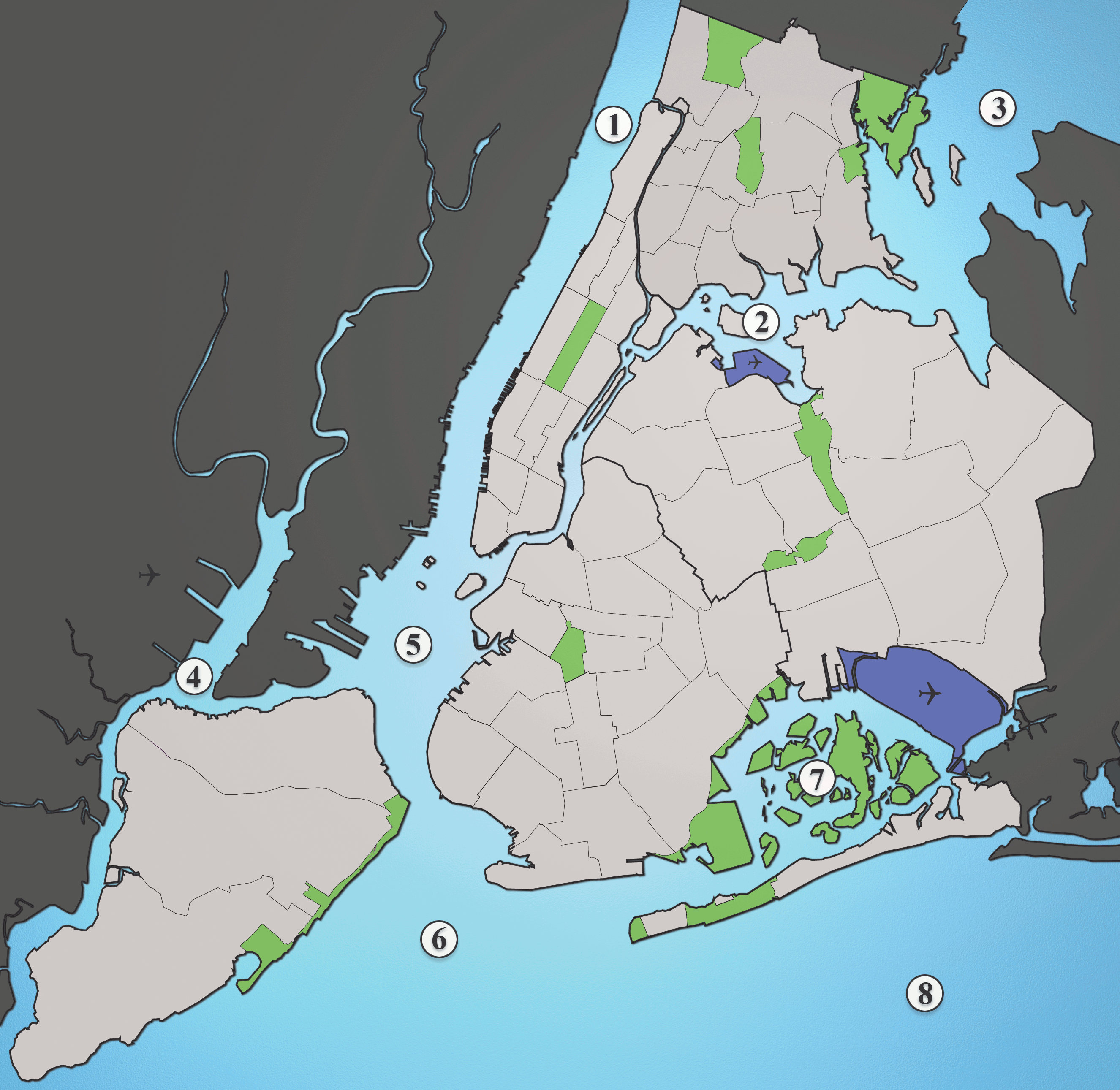
纽约港水域图。①哈德逊河；②东河；③长岛海峡；④纽瓦克湾；⑤上纽约湾；⑥下纽约湾；⑦牙买加湾；⑧大西洋

广义地看，纽约港的范围包含以下水体及其岸线：上纽约湾、下纽约湾、北河（亦即哈德逊河的最下游部分）、东河、凡库尔水道、纽瓦克湾、亚瑟水道、纽约湾海峡、牙买加湾、拉里坦湾及哈林河。
此区域面积约为1,200平方英里（3,100平方），拥有超过1,000英里（1,600）的海岸线。顶峰时期，它包含650英里（1,046）发达的岸线，这些岸线分布于以下11个独立、兴旺的港区：曼哈顿、布鲁克林、皇后区、布朗克斯、史坦登岛、珀斯安波易、伊丽莎白、貝揚、纽瓦克、泽西市、霍博肯及威霍肯。
虽然美国地名委员会并未确立纽约港一词，但它有着重要的历史、政治、经济和生态用途。

## 历史
紐約港於1614年為荷蘭人開始建設，後為英國人所經營。美國獨立戰爭勝利後，紐約港進行大規模建設，由於自然條件優越，1800年便成為美國最大港口。後來南北戰爭結束後，美國開始了快速的擴張，經濟中心也逐漸轉移到北方，再加上移民人口的遽增，紐約港日益繁忙，更加速城市的發展；再加上伊利運河的開放通行，使得紐約港的腹地擴大至美國中西部，亦使得當地產品得以自五大湖透過紐約港外銷全球，紐約因此成為美國產品最為重要的集散地。至1871年，紐約成了美國第一大港市。1921年，紐約港務局（今紐約與新澤西港務局）建立，負責港口規劃和建設。紐約港有水域約700多平方公里和陸地1000多平方公里。全港有16個主要港區：紐約市一側10個，紐澤西州一側6個。全港深水碼頭線總長近70公里，有水深9.14、12.80米的遠洋船泊位400多個。早期是沿哈德遜河建設突堤式狹棧橋碼頭，佈置緊湊，後方陸域小。近期建設的伊麗莎白港區和紐華克港區的碼頭是順岸佈置，陸域面積寬敞。

### 伊利运河建设前

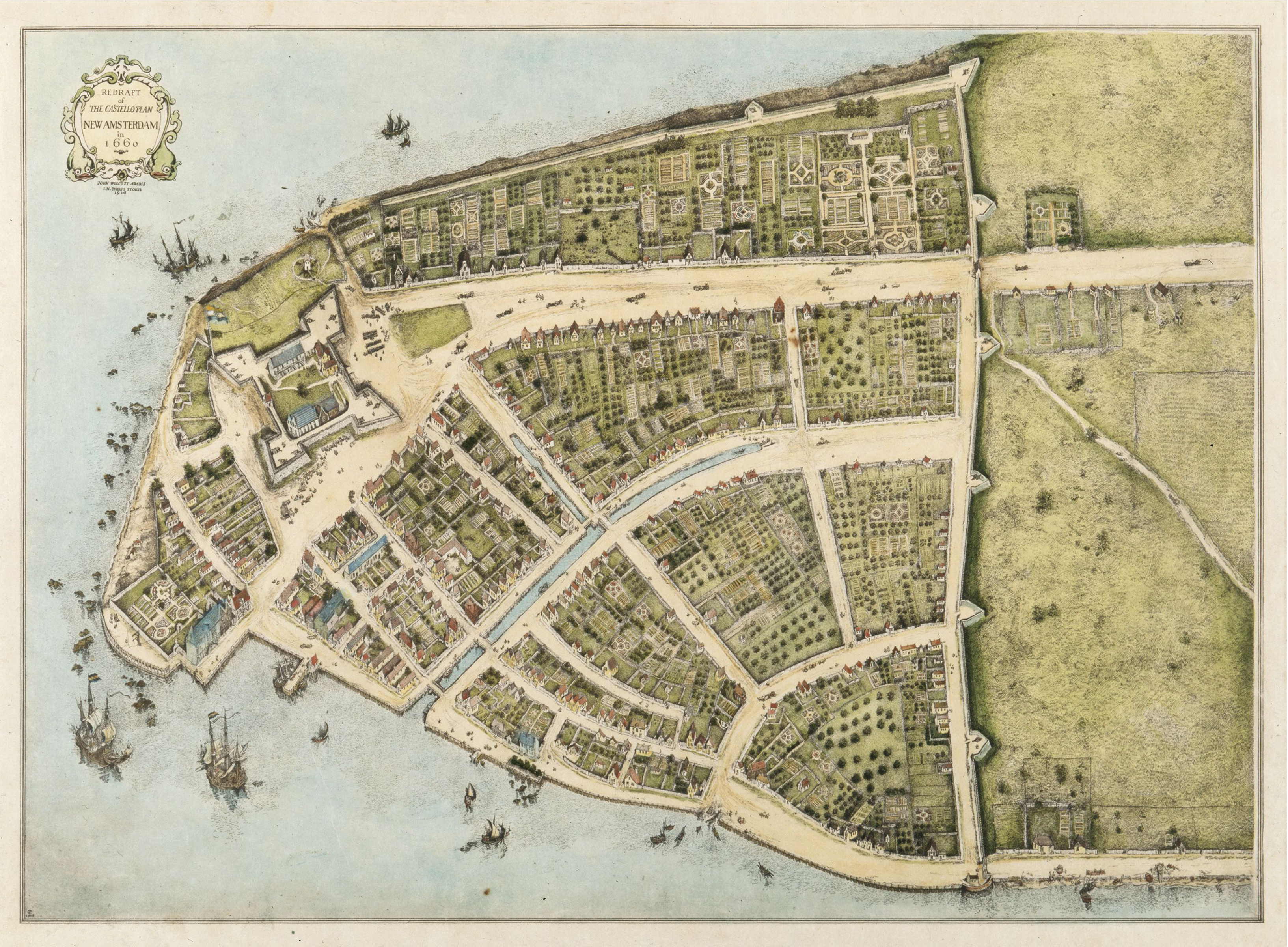
新阿姆斯特丹，下曼哈顿：图左下为早期的东河码头；图右侧为防御英国人的防护墙。本图上侧为西方。（城堡计划，1660）

17世纪纽约港地区的原住民德拉瓦族，在语言学上歸類於阿尔冈琴语系，他们使用该水道捕鱼及旅行。他们于1609年在港口迎接了首个有记录的欧洲人，亨利·哈德逊。1524年“他（乔瓦尼·达韦拉扎诺）在史坦登岛和长岛间的纽约湾海峡抛锚，受到了德拉瓦族独木舟聚会的迎接。他的一队水手可能在史坦登岛上一处称为‘饮水处（the watering place）’的泉水取淡水——如今在海湾街和胜利大道转角处，此地点的大概位置上的一座小公园中，树立着一座纪念碑——不过韦拉扎诺对此区域地理的描述大多含混不清。历史学家坚持认为韦拉扎诺抛锚的地点就在现在的韦拉札诺海峡大桥在布鲁克林区的登陆点附近。他还观察了北部一塊他所认为是巨大淡水湖的水域（显然就是上纽约湾，也称纽约港）。他显然并未足够深入纽约湾，故并未发现哈德逊河的存在。”
1624年在总督岛建立了首个欧洲永久殖民地，8年后在布鲁克林亦建立了殖民地；这两处殖民地随后通过渡船业连接起来。荷兰殖民地新尼德兰主管，彼得·史蒂文森，命令建造下东河曼哈顿沿岸的首个码头，此码头受到掩护故不会受到风及冰凌袭击。工程于1648竣工，并命名为施赖尔之弯钩（Schreyers' Hook）码头（位于现在的珍珠街和宽街附近）。这使得纽约成为英国殖民地的主要港口，并在以后成为新独立的美国的一部分。
1686年英国殖民当局给予纽约自治市岸线的控制权。

### 伊利运河及其后时期
1824年，美国首个乾船塢在东河建成。
由于其所处的位置和水深，港口随着轮船的采用而快速增长；随后的1825年，伊利运河竣工，纽约成为美国内陆与欧洲及沿岸目的地间重要的驳运港。约1840年时，通过纽约港的旅客及大吨位货物数量大于当时全国其他主要港口的总和，至1900年纽约港已成为世界最大的港口之一。位于埃利斯岛的移民入境港在1892至1954年间有1200万移民抵达。
1870年纽约市成立了码头管理局，以便系统开发岸线资源，乔治·B·麦克莱伦为首任总工程师。
在中心公路改善从而提高卡车运输效率之前，铁路货物通过渡船从新泽西运至曼哈顿，铁路公司只有少量的拖船、驳船及火车驳船（一种专门设计的驳船，覆有轨道，车皮能直接驶上驳船）。纽约通过资助此项业务，从而抢走竞争港口的生意。

### 第二次世界大战及其后时期

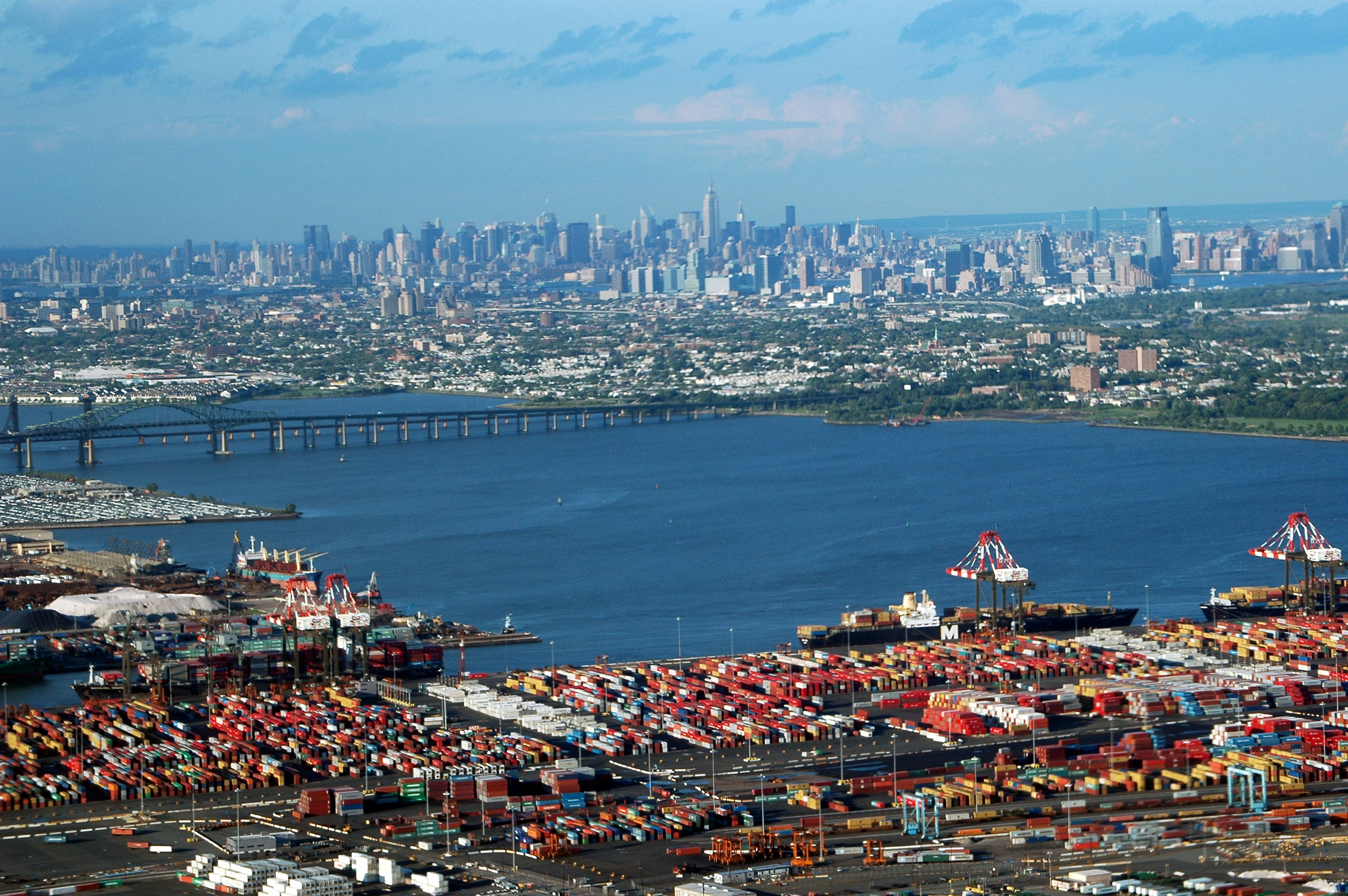
由紐約市以西的紐華克港眺望曼哈頓

在美国参战后1942年的鼓点行动中，轴心国王牌U-潜艇部队对美国领海内的商船发起攻击，从而开始了第二段欢乐时光。U-潜艇指挥官能通过城市灯光逆光分辨出目标船只的剪影并发动攻击，从而毫发无伤地避开港口内的美国海军。康布里亞（Coimbria）号油轮在桑迪胡克半岛外、諾爾內斯（Norness）号在长岛外被击沉。纽约港作为美国主要的护航运输节点，是第二次大西洋战争中重要的军事集结转运点，而美国商船海员死亡率为1/26，高于其他美军部队。
该港口于二战期间的1943年3月达到业务顶峰，锚地内有543艘船只待泊，等待分配护航或靠泊（并有425艘远洋轮船停靠于750座码头中的部分码头）。有1100座总面积近1.5平方英里（3.9平方）的仓库、575艘拖船及39座船坞（可能是极重要的，于1801年建造的纽约海军船厂）为货运提供服务。因为惊人的重型机械库存，纽约港成为世界最繁忙的港口。

## 航运
从航运的角度来看，纽约港是以上纽约湾为中心，由约240英里（386）航道（需要引航）、锚地及港口设施组成的综合系统。
大型货船需要拖船辅助才能在航道急弯处完成转弯，例如从范库尔水道驶入纽瓦克湾的急弯。从大西洋进入港湾的主入口位于东南方的罗卡威和桑迪胡克之间；另一个入口从东北方向进入，通过东河出口处的长岛海峡。港湾向西南延伸至拉里坦河河口，向西北至纽瓦克港，向北至乔治华盛顿大桥。
其他穿越港湾的鐵公路通道有纽新港務局过哈德逊河捷运（PATH）及跨越纽约湾海峡的韦拉札诺海峡大桥。

### 港口

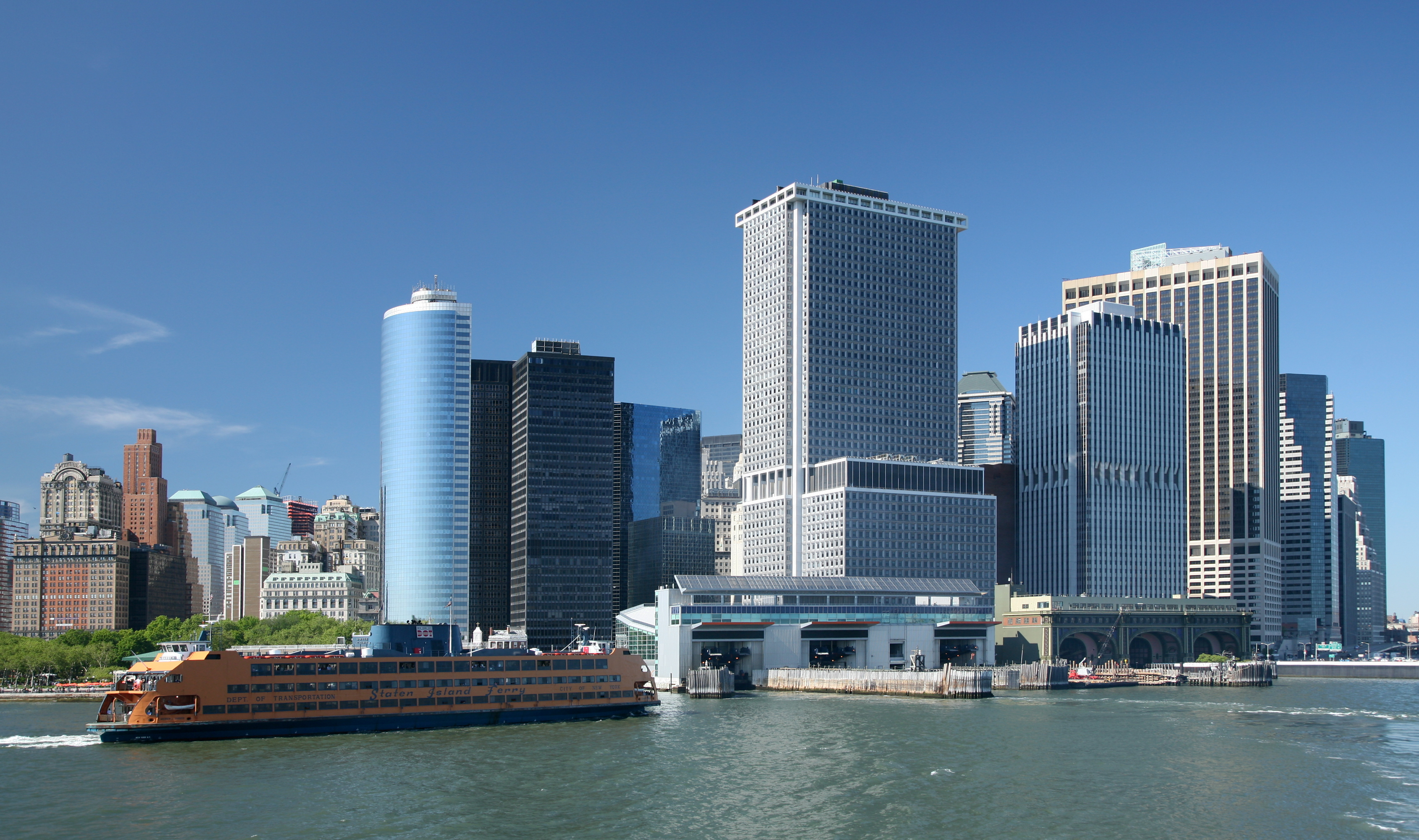
史坦登岛轮渡码头，背景為下曼哈顿及纽约港景象

纽约与新泽西港口设施是美国最大的石油进口码头及第二大的集装箱码头。
尽管纽约港这个词一直都暗指包含五行政区及临近的新泽西市岸线的纽约港口，直到1972年它们才划归单一的两州港务局管理。
从1950年代开始，纽瓦克湾内纽瓦克港-伊丽莎白航运码头的集装箱船设施让临近的曼哈頓和布鲁克林兩地的商港黯然失色，而它也是东海岸最大的集装箱港口。港口在客运方面的重要性现已下降，但港务局同时也管辖纽约甘迺迪機場、拉瓜地亞機場及纽瓦克自由機場三座航空站。
纽约市同时有游船线路、通勤渡轮及观光船的服务。最近有一个新的旅客设施在布魯克林红勾开放。尽管大部分渡轮服务都是私营的，史坦登岛渡轮却是由纽约市交通运输管理局运营的。

### 航道维护

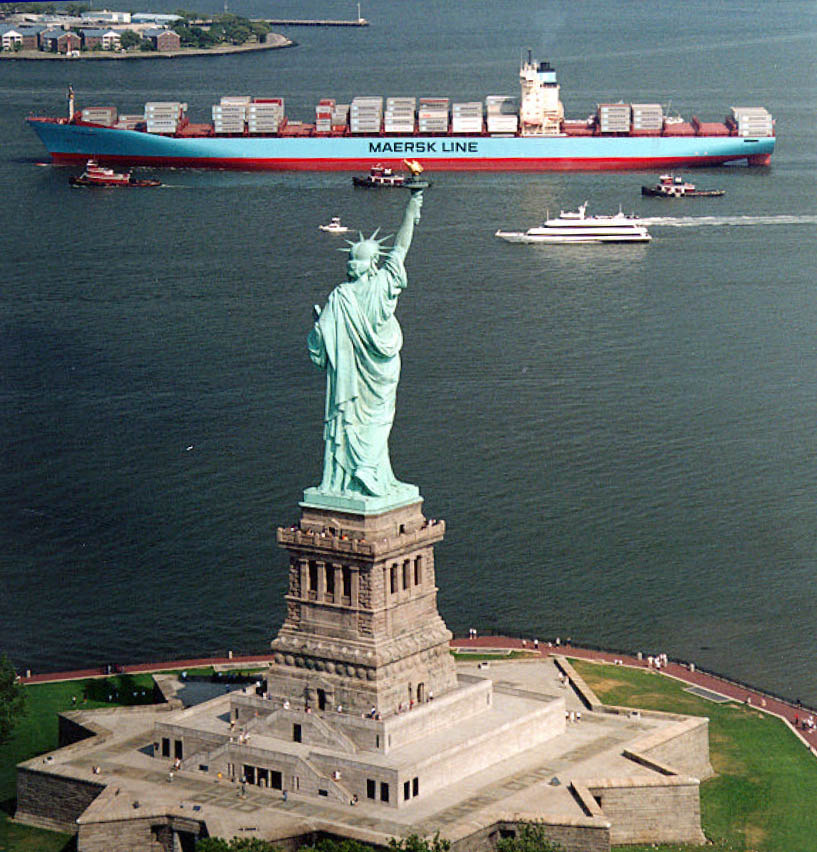
一艘轻载的超巴拿马型集装箱货轮驶过自由岛与总督岛之间的安克雷奇航道北端

港口的管理职责由联邦政府至市政府各级分别承担。港口设施由两州港务局控制，但航道深度控制其实是由美国陆军工兵部隊承担，该部隊自1826年国会通过一条关于河流及海港的综合法令起就已加入港口管理。
纽约港的自然水深约为17英尺（5），不过控制水深1880年已加深至约24英尺（7）。
1891年主航道最浅处为30英尺（9）。1914年安克雷奇航道成为海港的主入口，航道深40英尺（12）、宽2,000英尺（600）。二战期间航道疏浚至45英尺（14）以便容纳更大的巴拿马型货轮。目前工兵隊把疏浚至50英尺（15）的工程包出，该工程保证航道能容纳超巴拿马型集装箱货轮，这种货轮能通过苏伊士运河。连接纽瓦克港集装箱装卸设施与大西洋的航道引发了一系列环境担忧。淤泥下积蓄有多氯联苯及其它污染物。很多区域的砂质海床已開挖至岩石面，需要进行爆破。疏浚设备随后挖起碎石并弃至别处。2005年曾有70台疏浚设备在此处进行港口挖深作业，而这是世界上最大规模的疏浚船队。史坦登岛的居民偶尔会觉察到疏浚作业产生噪音及震动。挖掘作业人员会在进行爆破前向当地居民预警。

### 安全保障
美国海岸警卫队负责水路的管理，包括治理涌流，船舶营救，打击恐怖分子。
两州的纽约港岸线委员会也负责调查与打击犯罪活动，特别是一些有组织的犯罪。该委员会成立于1953年（一年后描述1950年代紐約港各種勢力互相鬥爭的電影《码头风云》上映），来打击劳动力压榨。据称甘比诺家族控制了纽约滨海地区，而热那亚家族控制了新泽西州一边。
1984年，当地的卡车司机兄弟会依据反诈骗法成立，2005年，依据相同的程序，当地又成立了国际码头工人协会。
2006年3月，港口乘客设施转交迪拜全球港口分公司负责，此事引起很大争议，人们怀疑美国的港口运营由他国，特别是阿拉伯国家接手是否安全，尽管事实上如今的运营商也是英国的P&O港口公司，而且，中国共产党官方的东方海外投资有限公司承包了纽约集装箱码头。
另一个问题是，美国海关的“绿巷”计划，对可信船只进行相对较少的检查，使得走私物资变得更加容易。

## 港湾环境
这里一直有一种错误的观点认为纽约港很大程度上缺乏海洋生物。但事实是，它支持着多样而生机勃勃的河口水生生物物种。而事实上潮流存在于北方100英里（161）外的特洛伊。
自由女神像、埃利斯岛、总督岛、克林顿堡、盖特威国家游憩区及格兰特将军之墓现在由美国国家公园管理局负责维持。

## 外部連結

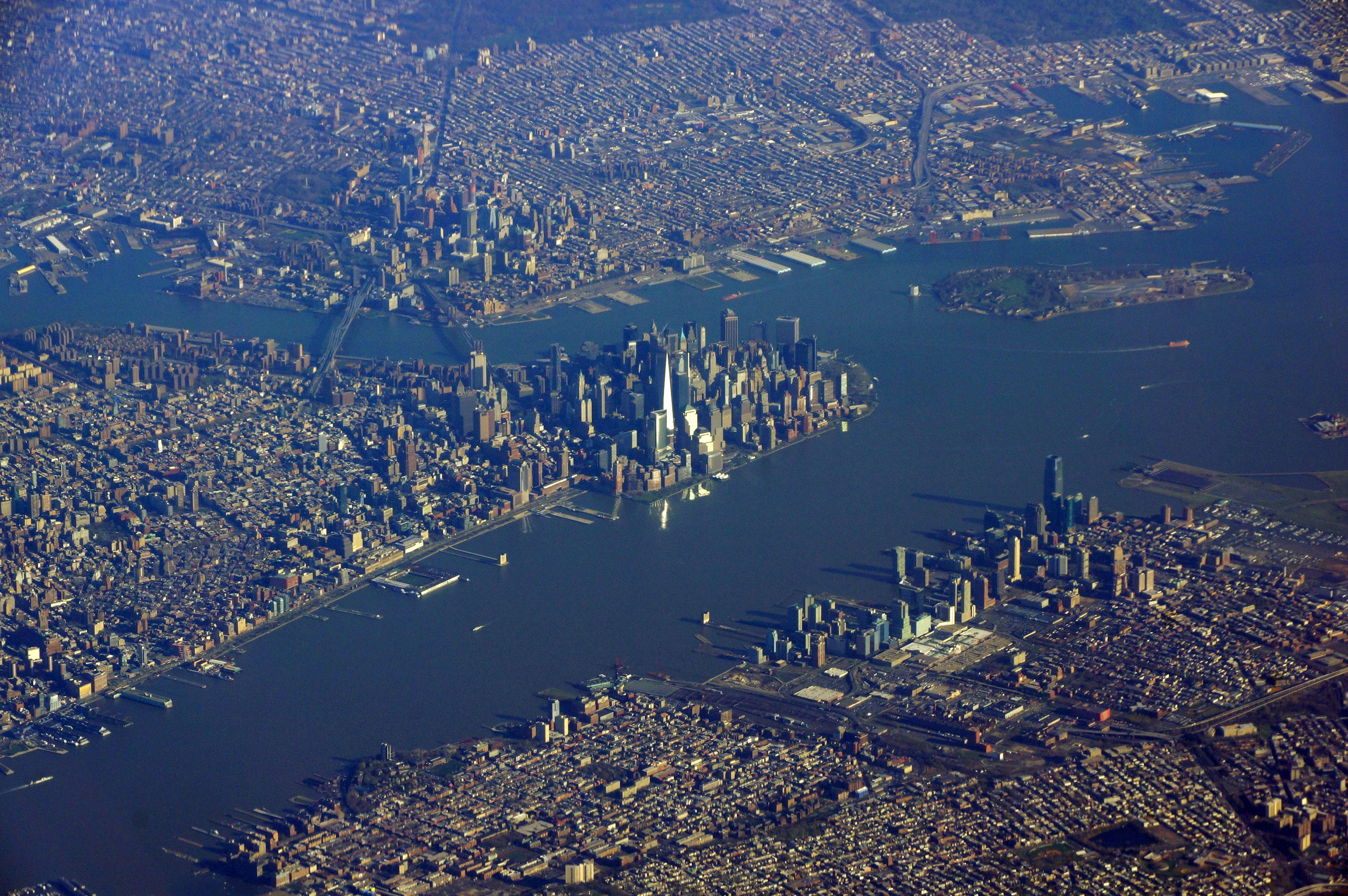
紐約港是美國最繁忙的港口之一，2013年攝

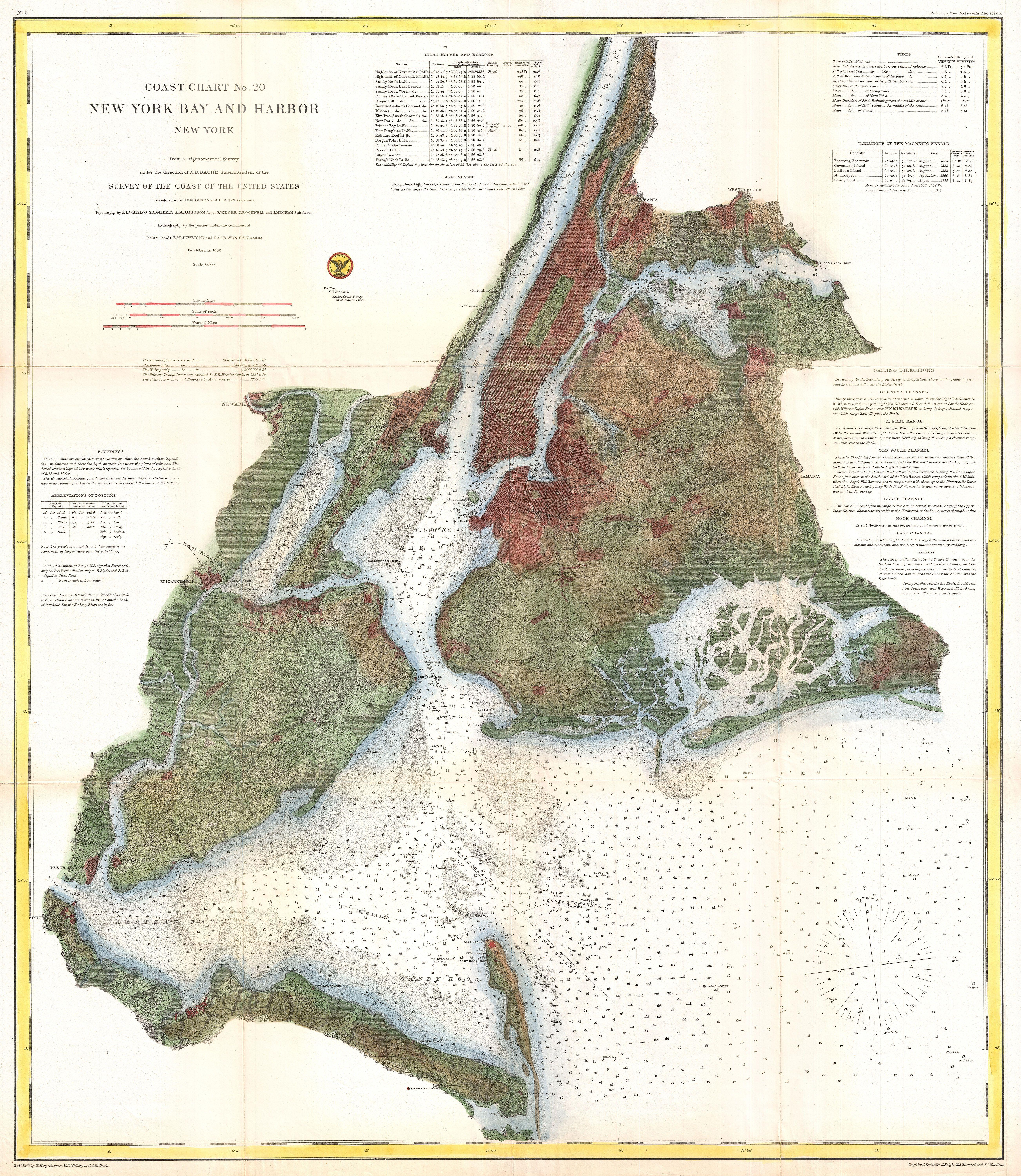
紐約港地圖，1861年

- New York Harbor Webcam （页面存档备份，存于）—Live streaming views from Staten Island using an HD-quality camera
- National Park Service:Parks of New York Harbor （页面存档备份，存于）
- National Parks of New York Harbor Conservancy （页面存档备份，存于）—National Parks and other recreational and educational sites on the harbor
- New York-New Jersey Harbor Estuary Program （页面存档备份，存于）—Partnership to protect and restore the Harbor Estuary.
- New York and New Jersey Harbor （页面存档备份，存于） United States Army Corps of Engineers, New York District
- Digging Deeper in New York, Mechanical Engineering Magazine, November 2003.
- Public Parks, Recreational Access, and the Post-Industrial Harbor of New York （页面存档备份，存于）, Gotham Gazette, 2000.
- Cornell NY harbor tour summary （页面存档备份，存于）, September 24, 2005.
- The Port Authority of New York and New Jersey by Dr. Jean-Paul Rodrigue, Dept. of Economics & Geography, Hofstra University, 1998–2006.
- The Port Authority of New York and New Jersey: Global Changes, Regional Gains and Local Challenges in Port Development （页面存档备份，存于）, Jean-Paul Rodrigue Department of Economics & Geography, Hofstra University, Les Cahiers Scientifiques du Transport, February 2004.
- Convoy Routing Codes World War II （页面存档备份，存于）
- Allied Convoys 1939–1945 （页面存档备份，存于） map and tables by year of convoys （德語）
- New York Harbor: Immigrants, Mobsters and Treasures （页面存档备份，存于）